# Opération Résurrection
Guerre d'Algérie
Batailles
- Toussaint rouge
- Opération Eckhmül
- Opération Aloès
- Opération Véronique (en)
- Opération Violette
- Massacres d'août 1955 dans le Constantinois
- Opération Timgad
- Bataille d'El Djorf
- Opération Oiseau bleu
- Embuscade de Palestro
- Bataille d'Alger
- Bataille de Bouzegza
- Bleuite
- Bataille de Timimoun
- Bataille des Frontières
- Combat du Fedj Zezoua
- Coup d'État du 13 mai 1958
- Opération Résurrection
- Opération Couronne
- Opération Brumaire
- Plan Challe
- Opération Jumelles
- Semaine des barricades
- Manifestations de décembre 1960
- Putsch des généraux

- Bataille de Bab El Oued
- Fusillade de la rue d'Isly
- Massacre d'Oran

L'opération Résurrection est un complot réussi à l'initiative des barons du gaullisme, Jacques Chaban-Delmas alors ministre de la Défense et des Armées, Michel Debré futur premier ministre, Jacques Foccart éminence grise, Roger Frey futur ministre de l'Intérieur et Olivier Guichard chef de cabinet, coordonné à Alger par Léon Delbecque, dont le but, complètement réussi, est le retour au pouvoir de la République française de Charles de Gaulle, « de deux façons : par la légalité ou par un mouvement de force, à l'initiative d'Alger », l'ordre de mission de l'opération résurrection tente néanmoins de nuancer la chose : « l'opération [...] n'est pas un coup d'État ni un coup de force militaire mais un soulèvement national » avec l'aide de nombreux généraux et officiers, dont le chef d'escadron Vitasse, commandant la 60e compagnie de quartier général aéroportée, chargé de mission coordinateur.
Cette conspiration réussie permit la nomination du général de Gaulle comme président du Conseil des ministres par le président de la IVe République française René Coty suivi par la Constitution de la Ve République adoptée le 28 septembre 1958 par référendum des électeurs français et l'élection du général de Gaulle comme président de la République. Cette succession d'événements, qui commencèrent lors de la crise de mai 1958 et du putsch d'Alger du 13 mai 1958, peut être considérée comme le fait politique majeur de la seconde moitié du vingtième siècle en France.
Bien qu'au courant des complots visant à le placer au pouvoir, via ses informateurs, membres des organes rebelles, comme Delbecque, de Gaulle n'est, néanmoins, pas impliqué directement dans ces projets, adoptant une position opportuniste.

## Préparation d'un putsch militaire à Paris
À partir du 18 mai 1958, les états-majors des généraux Massu et Salan à Alger et celui du général Roger Miquel, commandant de la Ve région militaire (Toulouse), les principaux dirigeants militaires de l'opération Résurrection, prévoient des atterrissages d'avions de l'armée avec des parachutistes sur les aérodromes du Bourget et de Villacoublay. Les généraux Salan et Massu doivent faire partie de la première vague. Le colonel Roger Trinquier est chargé avec sa compagnie de la prise du ministère de la Défense en cas de déclenchement de l'opération.
Des unités, dont des régiments de chars et des compagnies de CRS, stationnées en région parisienne et favorables au coup de force doivent prendre le contrôle de la capitale, avec la complicité active de plusieurs hauts fonctionnaires des ministères de l'Armée et de l'Intérieur et celle passive de ministres, tandis que les associations d'anciens combattants et les activistes d'extrême droite doivent battre le pavé. Les détenteurs de l'autorité doivent être mis aux arrêts, c'est-à-dire le président du Conseil Pierre Pflimlin, le ministre de l'Intérieur Jules Moch, de même que les personnalités clés, François Mitterrand et Pierre Mendès France. En cas de riposte du Parti communiste français, ses dirigeants Jacques Duclos et Maurice Thorez doivent également être faits prisonniers.
Le général de Gaulle avalise publiquement ce mot « résurrection » le 19 mai 1958 lors de sa conférence de presse au palais d’Orsay en déclarant : « Ce qui se passe en ce moment en Algérie par rapport à la métropole et dans la métropole par rapport à l’Algérie peut conduire à une crise nationale grave. Mais aussi ce peut-être le début d’une espèce de résurrection. »

### Prise du pouvoir en Corse
Un des épisodes de ce complot fut une opération militaire insurrectionnelle du 1er bataillon parachutiste de choc (BPC) du capitaine Ignace Mantei visant à prendre le pouvoir en Corse, afin d'effrayer le gouvernement et les parlementaires, dans le contexte de la crise de mai 1958, et qui fait suite au coup du 13 mai ainsi qu'à la mise en place d'un comité de salut public à Alger, département d'Alger.
L'opération débute le 24 mai 1958 par l'intervention du 1er BPC de Calvi, sous le commandement du colonel Jean-Robert Thomazo envoyé par les putschistes d'Alger, avec l'aide d'activistes gaullistes, qui prend le contrôle civil et militaire de la Corse le 26 mai 1958, en tant que gouverneur de l'île et en plein accord avec les nouvelles autorités d'Alger et l'aval des barons gaullistes à Paris. Il se rend maître des deux mairies d'Ajaccio et Bastia, de la préfecture et de la sous-préfecture.
Michel Debré se tient au courant heure par heure de cette opération et en informe le général de Gaulle.
Sans effusion de sang, cet épisode de l'opération Résurrection débouche sur la fondation d'un second Comité de salut public à Ajaccio. À Paris, Albert Gazier, ministre de l'Information du gouvernement Pierre Pflimlin, déclare la proclamation du blocus maritime et aérien de la Corse le 25 mai 1958. Le député radical Pascal Arrighi (futur membre de l'UNR) et le résistant Henri Maillot (cousin de De Gaulle) prennent part à l'opération ; Arrighi est déchu de son mandat par un vote à l'Assemblée nationale de Paris.

## Vote des pleins pouvoirs à de Gaulle et abandon de l'option «mouvement de force» du plan «opérationRésurrection»
Le gouvernement Pierre Pflimlin chute, après seulement deux semaines aux responsabilités, le 28 mai 1958, quelques heures seulement avant l'échéance de l'ultimatum d'Alger d'intervention de certaines unités militaires à Paris. Devant la menace d'une prise du pouvoir par la force provoquée par cette vacance institutionnelle, le général de Gaulle est nommé président du Conseil (chef de l'exécutif sous la quatrième république), le 1er juin 1958, par le président de la république René Coty — lequel menace de démissionner en cas de refus du général de Gaulle, ce qui aurait déclenché le coup d'État en option 2 de l'opération Résurrection. Le lendemain, l'Assemblée nationale vote les pleins pouvoirs à de Gaulle pour une durée de six mois. Celui-ci est également chargé de rédiger une nouvelle Constitution.
L'homme que s'était choisi le Comité de salut public d'Alger étant au pouvoir, le déclenchement du putsch militaire à Paris, seconde phase éventuelle de l'opération Résurrection, est annulé. Ce complot, fondateur du retour au pouvoir du général de Gaulle et de la Ve République, est donc une réussite complète et peut être considérée comme l'évènement politique le plus important en France de la seconde moitié du XXe siècle en France.

## Dans la culture populaire

### Documentaires
- 1972 : La Guerre d'Algérie de Yves Courrière et Philippe Monnier, Reganne Films.

### Bande dessinée
L'organisation conclut l'intrigue d'Opération Résurrection (2017), cinquième épisode de la série Les Mystères de la Quatrième République, par Philippe Richelle (scénario), Alfio Buscaglia (dessin) et Claudia Boccato (couleurs).
Cette opération est également évoquée dans l'album de bande dessinée Un général, des généraux scénarisée par Nicolas Juncker et dessinée par François Boucq.